# Месягутовська сільська рада (Дуванський район)
Месягу́товська сільська рада (рос. Месягутовский сельский совет) — муніципальне утворення у складі Дуванського району Башкортостану, Росія. Адміністративний центр — село Месягутово.
Станом на 2002 рік до складу сільської ради входили також присілки Загора та Сарти, які пізніше були включені до складу села Месягутово.

## Населення
Населення — 13294 особи (2019, 11819 в 2010, 11373 в 2002).

## Склад
До складу поселення входять такі населені пункти:
| Населений пункт        | Населення, осіб (2002) | Населення, осіб (2010) |
| ---------------------- | ---------------------- | ---------------------- |
| Абдрашитово, присілок  | 376                    | 402                    |
| Загора, присілок       | 225                    | -                      |
| Месягутово, село       | 9761                   | 10883                  |
| Новохалілово, присілок | 149                    | 156                    |
| Сарти, присілок        | 511                    | -                      |
| Старохалілово, село    | 351                    | 378                    |